# Lista de capitais do Brasil por densidade populacional
Esta é uma lista de capitais do Brasil por densidade populacional, baseada nos dados do Censo de 2010 do Instituto Brasileiro de Geografia e Estatística (IBGE). Também estão listadas as regiões metropolitanas e regiões integradas de desenvolvimento econômico das capitais brasileiras por densidade populacional segundo a estimativa calculada pelo Instituto Brasileiro de Geografia e Estatística (IBGE) para 1 de julho de 2014.

## Listagem de 2010

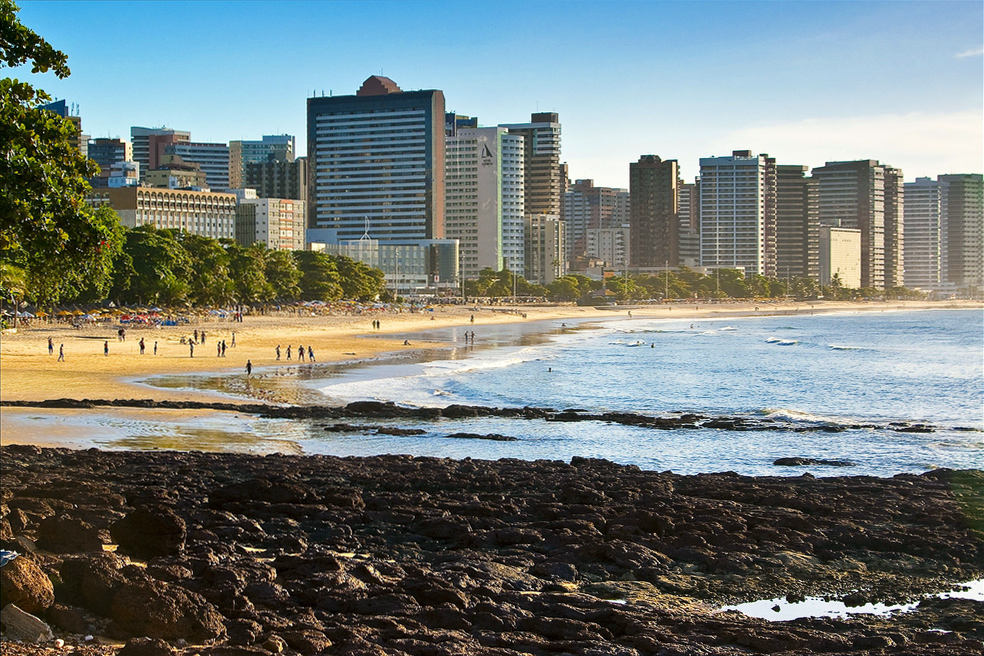
Fortaleza, capital com a maior densidade demográfica do país.

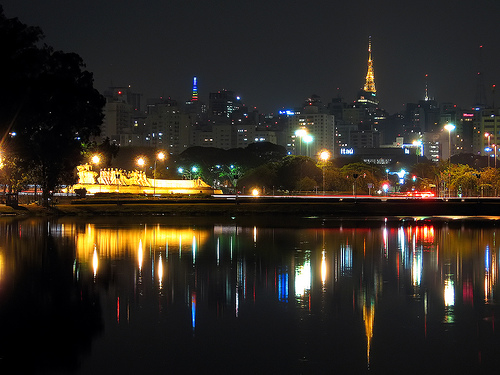
São Paulo, capital com a segunda maior densidade demográfica do Brasil.

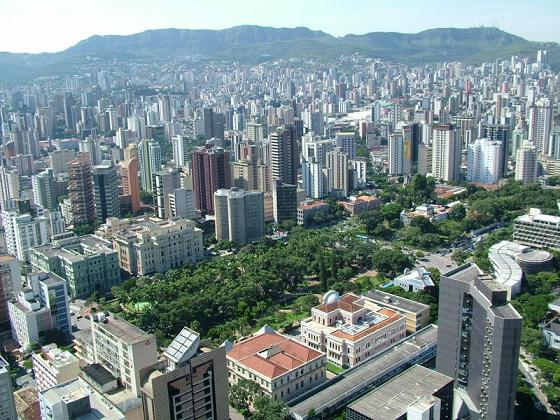
Belo Horizonte, terceira capital com maior densidade demográfica do país.

| Posição | Localidade     | Unidade federativa  | Densidade demográfica (hab./km²) |
| ------- | -------------- | ------------------- | -------------------------------- |
| 1       | Fortaleza      | Ceará               | 7 786,52                         |
| 2       | São Paulo      | São Paulo           | 7 387,69                         |
| 3       | Belo Horizonte | Minas Gerais        | 7 167,02                         |
| 4       | Recife         | Pernambuco          | 7 037,61                         |
| 5       | Rio de Janeiro | Rio de Janeiro      | 5 265,81                         |
| 6       | Natal          | Rio Grande do Norte | 5 105,00                         |
| 7       | Curitiba       | Paraná              | 4 024,84                         |
| 8       | Salvador       | Bahia               | 3 859,35                         |
| 9       | João Pessoa    | Paraíba             | 3 421,30                         |
| 10      | Vitória        | Espírito Santo      | 3 327,73                         |
| 11      | Aracaju        | Sergipe             | 3 140,67                         |
| 12      | Porto Alegre   | Rio Grande do Sul   | 2 837,52                         |
| 13      | Maceió         | Alagoas             | 1 854,12                         |
| 14      | Goiânia        | Goiás               | 1 776,75                         |
| 15      | Belém          | Pará                | 1 315,27                         |
| 16      | São Luís       | Maranhão            | 1 215,69                         |
| 17      | Florianópolis  | Santa Catarina      | 627,24                           |
| 18      | Teresina       | Piauí               | 584,95                           |
| 19      | Brasília       | Distrito Federal    | 444,07                           |
| 20      | Cuiabá         | Mato Grosso         | 163,88                           |
| 21      | Manaus         | Amazonas            | 158,06                           |
| 22      | Palmas         | Tocantins           | 102,90                           |
| 23      | Campo Grande   | Mato Grosso do Sul  | 97,22                            |
| 24      | Macapá         | Amapá               | 62,14                            |
| 25      | Boa Vista      | Roraima             | 49,99                            |
| 26      | Rio Branco     | Acre                | 38,03                            |
| 27      | Porto Velho    | Rondônia            | 12,57                            |

## Listagem de 2014 de regiões metropolitanas

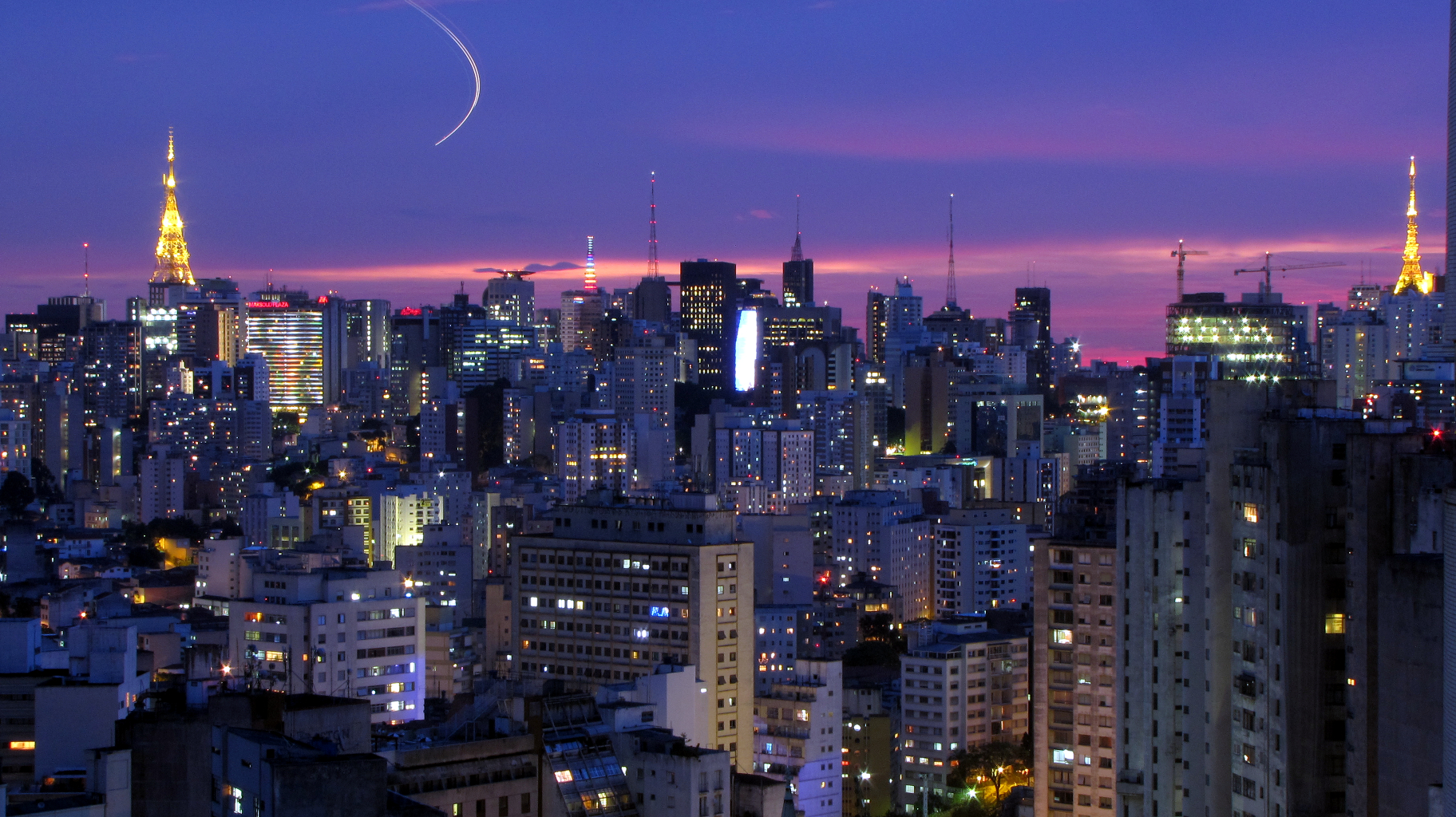
São Paulo é a região metropolitana com a maior densidade demográfica do Brasil.

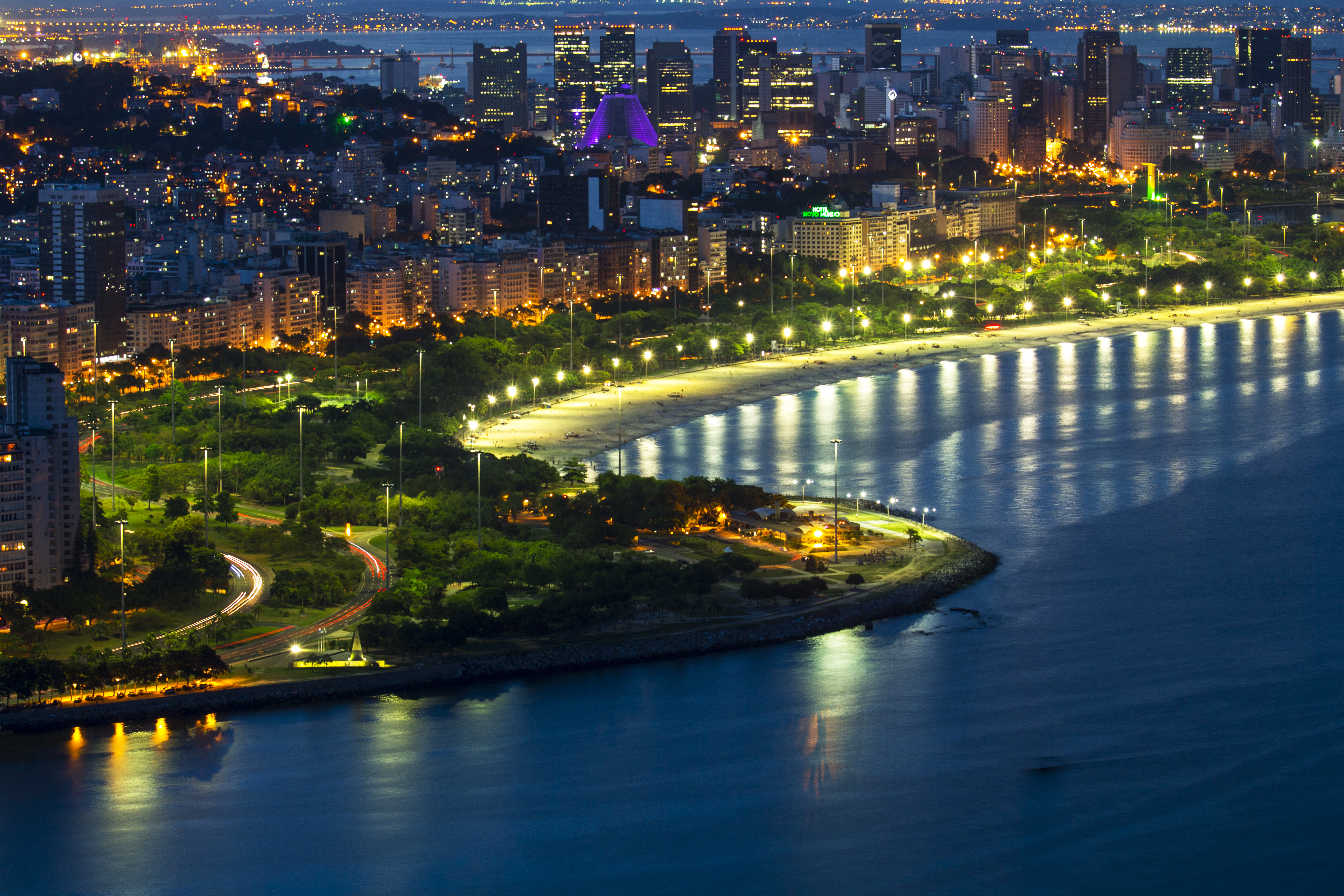
Rio de Janeiro é a segunda região metropolitana com maior densidade demográfica do país.

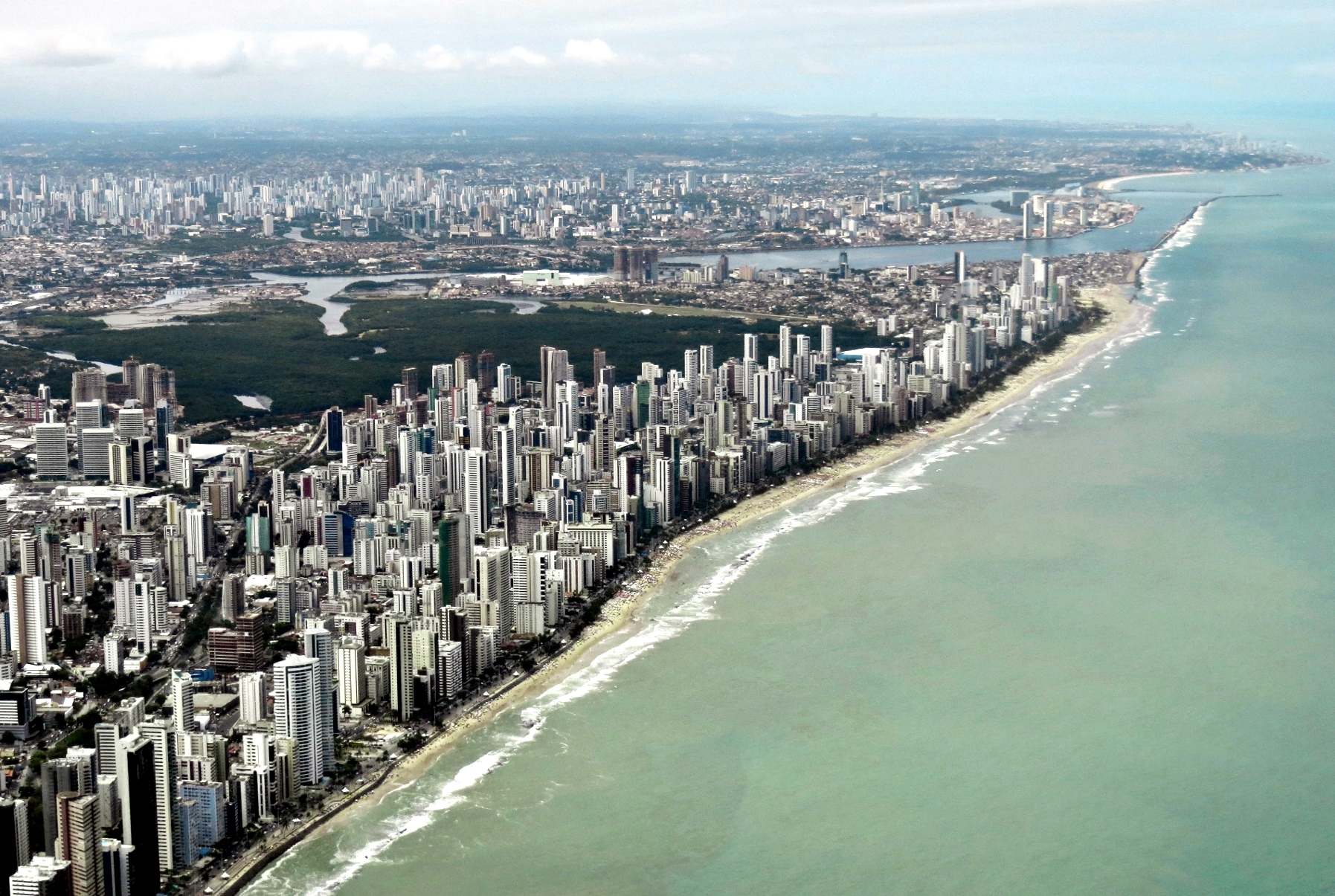
Recife é a terceira região metropolitana brasileira com maior densidade demográfica.

| Posição | Região metropolitana            | Unidade federativa                      | Densidade demográfica (hab./km²) |
| ------- | ------------------------------- | --------------------------------------- | -------------------------------- |
| 1       | Grande São Paulo                | São Paulo                               | 2 634,41                         |
| 2       | Grande Rio de Janeiro           | Rio de Janeiro                          | 1 487,18                         |
| 3       | Grande Recife                   | Pernambuco                              | 1 403,11                         |
| 4       | Grande Aracaju                  | Sergipe                                 | 1 054,11                         |
| 5       | Grande Salvador                 | Bahia                                   | 895,94                           |
| 6       | Grande Vitória                  | Espírito Santo                          | 808,27                           |
| 7       | Grande Maceió                   | Alagoas                                 | 672,07                           |
| 8       | Grande Belém                    | Pará                                    | 667,84                           |
| 9       | Grande Fortaleza                | Ceará                                   | 659,40                           |
| 10      | Grande Belo Horizonte           | Minas Gerais                            | 610,89                           |
| 11      | Grande Natal                    | Rio Grande do Norte                     | 528,33                           |
| 12      | Grande São Luís                 | Maranhão                                | 484,01                           |
| 13      | Grande Porto Alegre             | Rio Grande do Sul                       | 404,20                           |
| 14      | Grande João Pessoa              | Paraíba                                 | 395,21                           |
| 15      | Grande Goiânia                  | Goiás                                   | 325,98                           |
| 16      | Grande Curitiba                 | Paraná                                  | 209,08                           |
| 17      | Grande Florianópolis            | Santa Catarina                          | 148,91                           |
| 18      | RIDE Grande Teresina            | Piauí · Maranhão                        | 112,97                           |
| 19      | RIDE Distrito Federal e Entorno | Distrito Federal · Goiás · Minas Gerais | 72,97                            |
| 20      | Grande Macapá                   | Amapá                                   | 69,77                            |
| 21      | Grande Cuiabá                   | Mato Grosso                             | 45,59                            |
| 22      | Grande Boa Vista                | Roraima                                 | 24,77                            |
| 23      | Grande Manaus                   | Amazonas                                | 23,26                            |
| 24      | Grande Palmas                   | Tocantins                               | 17,99                            |